# Ольгино (Нижний Новгород)
О́льгино — деревня в составе городского округа г. Нижнего Новгорода. 
Административно относится к Приокскому району города Нижнего Новгорода.

## История
Основана в 40-х годах XIX века помещиком Владимиром Григорьевичем Козловым, который, купив в Нижегородском уезде землю по Московскому почтовому тракту, выселил сюда из своего имения в Суздальском уезде Владимирской губернии несколько сот крепостных крестьян. Новооснованную деревню он передал своей дочери Ольге Владимировне (по мужу Бибиковой), по имени которой населённый пункт и получил своё название.
К 1850 году в Ольгино, называемом в то время "Ольгин Выселок", насчитывалось всего четыре крестьянских двора .
В пореформенное время деревня вошла в состав Бешенцевской волости.
К 1911 году в Ольгино насчитывалось уже 18 дворов .
На 1927 год наряду с другими пригородными деревнями вошла в состав Печерской волости . 
С июня 1929 года в составе Щербинского сельсовета Печерского района   .
С 14 января 1947 года в составе Бешенцевского сельсовета, образованного из селений бывшего Щербинского сельсовета после передачи деревни Щербинки  в черту Горького . 
С июня 1954 года в составе Ближнеборисовского сельсовета . 
14 декабря 1970 года деревня Ольгино передана в состав Приокского района города Горький .

## Население
| 2002 | 2010 |
| ---- | ---- |
| 364  | ↘363 |